# Aubrie Lemon
Aubrie Lemon (ur. w 5 października 1979 w Hrabstwie Sonoma) – amerykańska aktorka filmowa i telewizyjna, a także modelka.

## Filmografia
- Superhero (2008) – blondynka w trumnie
- Ekipa – dziewczyna
- Medium (2007) – modelka
- Shark (2007) – Summer
- Letnia akademia (2006) – Belga